# Malacosaccus
Malacosaccus is een geslacht van sponsdieren uit de klasse van de Hexactinellida.

## Soorten
- Malacosaccus coatsi Topsent, 1910
- Malacosaccus erectus Lévi, 1964
- Malacosaccus floricomatus Topsent, 1901
- Malacosaccus heteropinularia Tabachnick, 1990
- Malacosaccus pedunculatus Topsent, 1910
- Malacosaccus unguiculatus Schulze, 1886
- Malacosaccus vastus Schulze, 1886